# 斉藤由貴 ヴィンテージ・ベスト
『斉藤由貴 ヴィンテージ・ベスト』（さいとうゆき ヴィンテージ・ベスト）は、斉藤由貴のベスト・アルバム。2008年6月18日発売。発売元はポニーキャニオン。

## 解説
ベスト・アルバムということで楽曲自体は過去に発表されたもので構成されているが、多くがオリジナル・ヴァージョンではなく、過去にライヴで披露されたアレンジをベースとした「リアレンジ・ヴァージョン」で収録されているためベスト盤でありながら新作的要素も併せ持っている点が特徴として挙げられる。ベースとなっているのは、スタジオ・ライヴとして映像収録され1991年12月23日に放送され、1992年3月にリリースされたVHS&LD『聖夜』収録の音源。本作の収録曲は2008年3月8・9日に東京・PARCO劇場で数年ぶりに開催されたライヴのセットリストと非常に近い選曲となっている。
2007年11月に発表され、本ベスト盤リリース時点での最新シングル「悲しみよ こんにちは （21st century ver.）」に収録されたリテイク音源4曲すべて（リミックス・Instrumental除く）アルバムに初収録された。
歌詞ブックレット冒頭には、制作プロデューサー・長岡和弘によるライナーノーツを掲載。

## 補足事項
本ベスト盤から1ヵ月後の7月16日には、オリコンのヒットチャートで初めて1位を獲得した記念碑的オリジナル・アルバム『ガラスの鼓動』（1986年3月21日）が企画盤としてリリースされている（タイトルは『Myこれ!チョイス01 「ガラスの鼓動」 + シングルコレクション』、詳細は『ガラスの鼓動#2008年盤』を参照のこと）。
1995年に発表されたベスト・アルバム『YUKI's BEST』にも、1980年代にリリースされたヒット曲の別ミックス・ヴァージョンが収録されている。

## 収録曲
- 作詞・作曲者名は、各リンク先を参照されたい。

1. 卒業（4:49）
2. 白い炎（4:45）
3. AXIA 〜かなしいことり〜（4:45）
4. 月野原（2:59）
5. 土曜日のタマネギ（4:21）
6. 悲しみよこんにちは（4:07）
7. MAY（4:49）
8. 家族の食卓（3:40）
9. Christmas Night（4:48）
10. ブルー・サブマリン（4:11）
11. 少女時代（4:55）
12. 夢の中へ（4:00）
13. MOON WALTZ 〜月の輪舞〜（5:29）
14. 意味（4:19）
15. いつか（4:13）

## 関連作品
AXIA M1-3
ガラスの鼓動 M4・5
チャイム M6
風夢 M7・8
PANT M9-11
LOVE M13-15
悲しみよ こんにちは（21st century ver.） M2・6・8・12
聖夜（映像作品） M4・7・9-11・13-15